# بخش کانچی‌پورم
بخش کانچی‌پورم (به انگلیسی: Kanchipuram district) یک بخش در هند است که در تامیل نادو واقع شده‌است. بخش کانچی‌پورم ۴٬۳۹۳ کیلومتر مربع مساحت و ۳٬۹۹۸٬۲۵۲ نفر جمعیت دارد.